# Seznam herců Městského divadla Brno
Seznam herců Městského divadla zahrnuje jak herce a herečky, kteří mají stálé angažmá v Městském divadle Brno, tak herce, kteří zde pouze hostovali.
Divadlo sídlí na Lidické ulici v Brně, má dvě scény: činoherní a hudební. Herecký soubor je rozdělen na čtyři části: činohru, muzikál, zpěvohru a balet. Ke konci sezóny 2010/2011 čítal celkem 96 herců a hereček.

## Abecední seznam
| Obrázek                             | Jméno                | Nástup do MdB       | Soubor             | Poznámka                                             |  |
| ----------------------------------- | -------------------- | ------------------- | ------------------ | ---------------------------------------------------- |  |
|                                     | Alena Antalová       | 1994                | činohra            |                                                      |  |
|                                     | Jan Apolenář         | 1991                | činohra            |                                                      |  |
|                                     | Lenka Bartolšicová   | 2004                | zpěvohra           |                                                      |  |
| Obrázek této osoby není k dispozici | Libuše Bartošková    | 2004                | zpěvohra           |                                                      |  |
|                                     | Yvetta Blanarovičová | –                   | –                  | není stálá členka souboru                            |  |
|                                     | Vojtěch Blahuta      | ?                   | činohra            |                                                      |  |
| Obrázek této osoby není k dispozici | Jana Botošová        | 2004                | zpěvohra           |                                                      |  |
|                                     | Patrik Bořecký       | 2000                | činohra            |                                                      |  |
|                                     | Zdeněk Bureš         | 1979                | činohra            |                                                      |  |
|                                     | Radka Coufalová      | 2001                | muzikál            | manželka Jiřího Macha                                |  |
|                                     | Zdeněk Černín        | ?                   | činohra            |                                                      |  |
| Obrázek této osoby není k dispozici | Miloslav Čížek       | 2004                | zpěvohra           |                                                      |  |
|                                     | Jitka Čvančarová     | –                   | –                  | není stálá členka souboru                            |  |
| Obrázek této osoby není k dispozici | Kristýna Daňhelová   | 2017                | muzikál            |                                                      |  |
|                                     | Jiří Dvořák          | –                   | –                  | není stálý člen souboru                              |  |
| Obrázek této osoby není k dispozici | Rastislav Gajdoš     | 2004                | muzikál            |                                                      |  |
|                                     | Petr Gazdík          | 1997                | muzikál (vedoucí)  |                                                      |  |
|                                     | Johana Gazdíková     | 2005                | muzikál            | sestra Petra Gazdíka                                 |  |
| Obrázek této osoby není k dispozici | Ondřej Halámek       | 2017                | činohra            |                                                      |  |
|                                     | Petr Halberstadt     | 2019                | činohra            |                                                      |  |
|                                     | Martin Havelka       | 1999                | činohra            |                                                      |  |
|                                     | Lukáš Hejlík         | 2004                | hosté              |                                                      |  |
| Obrázek této osoby není k dispozici | Eliška Hladilová     | 2014                | činohra            |                                                      |  |
|                                     | Zdena Herfortová     | 1992                | činohra            |                                                      |  |
|                                     | Hana Holišová        | 2005                | činohra            |                                                      |  |
| Obrázek této osoby není k dispozici | František Horáček    | ?                   | zpěvohra           |                                                      |  |
| Obrázek této osoby není k dispozici | Jitka Horčicová      | ?                   | zpěvohra           |                                                      |  |
| Obrázek této osoby není k dispozici | Hana Horká           | 2004                | zpěvohra           |                                                      |  |
| Obrázek této osoby není k dispozici | Jiří Horký           | 2004                | zpěvohra           |                                                      |  |
| Obrázek této osoby není k dispozici | Marek Hurák          | 2018                | činohra            |                                                      |  |
|                                     | Michal Isteník       | 2008                | činohra            |                                                      |  |
| Obrázek této osoby není k dispozici | Ján Jackuliak        | 2001                | hosté              |                                                      |  |
|                                     | Lenka Janíková       | 2004                | činohra            |                                                      |  |
|                                     | Lukáš Janota         | 2009                | muzikál            |                                                      |  |
|                                     | Svetlana Janotová    | 2009                | muzikál            |                                                      |  |
|                                     | Karel Janský         | 1966–2011           | –                  | v divadle působil až do své smrti                    |  |
| Obrázek této osoby není k dispozici | Eva Jedličková       | 2007 (1999 externě) | činohra            |                                                      |  |
|                                     | Petra Jungmanová     | 1993                | –                  | není stálá členka souboru                            |  |
|                                     | Zdeněk Junák         | 1992                | činohra            |                                                      |  |
|                                     | Josef Jurásek        | 1975                | činohra            |                                                      |  |
|                                     | Evelína Studénková   | 2008                | muzikál            | manželka Ondřeje Studénky                            |  |
|                                     | Ladislav Kolář       | 1990                | činohra            |                                                      |  |
| Obrázek této osoby není k dispozici | Miroslava Kolářová   | 1992                | činohra            |                                                      |  |
|                                     | Irena Konvalinová    | 2000–2015           | činohra            |                                                      |  |
| Obrázek této osoby není k dispozici | Hana Kovaříková      | 2008                | zpěvohra           |                                                      |  |
|                                     | Kateřina Derouet     | 2008                | muzikál            |                                                      |  |
| Obrázek této osoby není k dispozici | Martin Křížka        | 2008                | zpěvohra           |                                                      |  |
|                                     | Mária Lalková        | ?                   | muzikál            |                                                      |  |
| Obrázek této osoby není k dispozici | Radek Láska          | ?                   | zpěvohra           |                                                      |  |
|                                     | Jiří Mach            | 2007                | zpěvohra           | manžel Radky Coufalové                               |  |
| Obrázek této osoby není k dispozici | Tereza Martinková    | ?                   | muzikál            |                                                      |  |
|                                     | Jaroslav Matějka     | ?                   | činohra            |                                                      |  |
| Obrázek této osoby není k dispozici | Michal Matěj         | ?                   | muzikál            |                                                      |  |
|                                     | Zuzana Mauréry       | ?                   | –                  | není stálá členka souboru                            |  |
| Obrázek této osoby není k dispozici | Esther Mertová       | 2021                | činohra            |                                                      |  |
|                                     | Jan Mazák            | 2003                | činohra            |                                                      |  |
| Obrázek této osoby není k dispozici | Martin Mihál         | 2022                | činohra            |                                                      |  |
|                                     | Karel Mišurec        | 1983                | činohra            |                                                      |  |
|                                     | Jana Musilová        | 1990                | činohra            |                                                      |  |
| Obrázek této osoby není k dispozici | Radek Novotný        | 2007                | zpěvohra           |                                                      |  |
|                                     | Milan Němec          | 2007                | činohra            |                                                      |  |
|                                     | Alan Novotný         | 2001                | činohra            |                                                      |  |
| Obrázek této osoby není k dispozici | Ivana Odehnalová     | 2009                | muzikál            |                                                      |  |
| Obrázek této osoby není k dispozici | Květoslava Ondráková | 2004                | zpěvohra           |                                                      |  |
|                                     | Igor Ondříček        | 1994                | zpěvohra (vedoucí) |                                                      |  |
|                                     | Erik Pardus          | 1982–2011           | –                  | v divadle působil až do své smrti                    |  |
|                                     | Evelína Studénková   | 2003                | muzikál            | manželka Michala Matěje                              |  |
|                                     | Jakub Przebinda      | ?                   | muzikál            |                                                      |  |
| Obrázek této osoby není k dispozici | Dana Puková          | ?                   | zpěvohra           |                                                      |  |
|                                     | Tomáš Sagher         | 2001                | činohra            |                                                      |  |
|                                     | Markéta Sedláčková   | 1993                | činohra            | manželka Stano Slováka                               |  |
| Obrázek této osoby není k dispozici | Martina Severová     | 2004                | zpěvohra           |                                                      |  |
|                                     | Viktor Skála         | 1995                | činohra            |                                                      |  |
|                                     | Aleš Slanina         | 2010                | muzikál            |                                                      |  |
|                                     | Stano Slovák         | 2000                | muzikál            | manžel Markéty Sedláčkové                            |  |
| Obrázek této osoby není k dispozici | Karla Spilková       | ?                   | zpěvohra           |                                                      |  |
| Obrázek této osoby není k dispozici | Vladimíra Spurná     | 2004                | zpěvohra           |                                                      |  |
| Obrázek této osoby není k dispozici | Monika Světnicová    | 2004                | zpěvohra           |                                                      |  |
| Obrázek této osoby není k dispozici | Rastislav Širila     | 2021                | činohra            |                                                      |  |
|                                     | Petr Štěpán          | 2001                | činohra            |                                                      |  |
|                                     | Karel Škarka         | 1997                | muzikál            |                                                      |  |
|                                     | Jiří Tomek           | 1967–2013           | činohra            |                                                      |  |
|                                     | Jakub Uličník        | 2008                | muzikál            |                                                      |  |
| Obrázek této osoby není k dispozici | Jan Valeš            | 2022                | činohra            |                                                      |  |
|                                     | Ivana Vaňková        | 2002                | činohra            |                                                      |  |
| Obrázek této osoby není k dispozici | Eva Ventrubová       | ?                   | činohra            |                                                      |  |
|                                     | Dušan Vitázek        | 2005                | muzikál            | původem Slovák z Trenčína                            |  |
|                                     | Pavla Vitázková      | 1997                | činohra            | bývalá manželka Dušana Vitázka                       |  |
| Obrázek této osoby není k dispozici | Magda Vitková        | 2004                | zpěvohra           |                                                      |  |
| Obrázek této osoby není k dispozici | Lukáš Vlček          | 2005                | muzikál            |                                                      |  |
| Obrázek této osoby není k dispozici | Jakub Zedníček       | 2011                | muzikál            |                                                      |  |
|                                     | Lucie Zedníčková     | 2010                | host               |                                                      |  |
|                                     | Andrea Zelová        | 2010                | muzikál            |                                                      |  |
| Obrázek této osoby není k dispozici | Jiří Zmidloch        | 2007                | –                  | není stálý člen souboru (byl jím v letech 2006-2009) |  |